# Europese kampioenschappen kyokushin-kan karate 2012 (KI)
De Europese kampioenschappen kyokushin-kan karate 2012 waren door Kyokushin-Kan International (KI) georganiseerde kampioenschappen voor kyokushinkai karateka's. De vierde editie van de Europese kampioenschappen vond plaats in het Armeense Jerevan van 22 tot 23 september 2012.

## Resultaten
| Gewichtsklasse    | Goud                   | Zilver               | Brons                             |
| ----------------- | ---------------------- | -------------------- | --------------------------------- |
| Lichtgewicht      | Ruslan Ilyasov         | Dmitriy Starodubstev | Artem Solovyev Adlan Soltykhanov  |
| Middengewicht     | Shamsudin Abdurashidov | Igor Ryadanov        | Alexei Mezhevstov Emil Dhzafarov  |
| Zwaargewicht      | Arsen Hachatryan       | Magomed Mitsaev      | Sulimen Kosumov Alexander Komanov |
| Superzwaargewicht | Andemir Kogotyzhev     | Timur Gateshev       | Alexei Gorokhov Yordan Yanev      |